# Équipe d'Allemagne de baseball
Uniformes
L'équipe d'Allemagne de baseball représente la Fédération d'Allemagne de baseball lors des compétitions internationales, comme le Championnat d'Europe de baseball ou la Coupe du monde de baseball notamment.

## Palmarès
Coupe du monde de baseball
| - 1972 : 16e - 1973 : 11e - 2007 : 14e - 2009 : 17e |  | - 2011 : 15e |

Championnat d'Europe de baseball
| - 1954 : 4e - 1955 : 3e - 1956 : 5e - 1957 : 2e - 1958 : 3e - 1960 : non qualifiée - 1962 : 5e - 1964 : non qualifiée - 1965 : 3e - 1967 : 3e |  | - 1969 : 4e - 1971 : 3e - 1973 : non qualifiée - 1975 : 3e - 1977 : non qualifiée - 1979 : non qualifiée - 1981 : non qualifiée - 1983 : non qualifiée - 1985 : non qualifiée - 1987 : 7e |  | - 1989 : 8e - 1991 : non qualifiée - 1993 : 7e - 1995 : 6e - 1997 : 10e - 1999 : 10e - 2001 : 7e - 2003 : 12e - 2005 : 4e - 2007 : 4e |  | - 2010 : 3e - 2012 : 4e/12 - 2014 : 6e/12 - 2016 : 4e/12 |